# Gheorghe Ciobotaru
Gheorghe Ciobotaru (n. 14 decembrie 1953, Galați, România) este un luptător⁠(d) român, specializat în lupte greco-romane. A concurat în proba masculină de lupte greco-romane 74 kg⁠(d) (categoria semimijlocie) la Jocurile Olimpice de vară din 1976.
A ocupat locul 6 la Campionatele Mondiale din 1975⁠(d) (de la Minsk) și locul 4 la Campionatele Europene din 1976⁠(d) (de la Leningrad). A concurat apoi la Jocurile Olimpice de vară din 1976, care au avut loc la Montreal (Canada), unde s-a clasat pe locul 6 la categoria 74 kg.
A participat în anii următori la Campionatele Europene⁠(d) și s-a clasat astfel: locul 4 (1978⁠(d)), locul 5 (1977⁠(d), 1979, 1980⁠(d)) și locul 6 (1981⁠(d)) și a fost medaliat cu bronz la Campionatele Mondiale din 1978⁠(d). A fost, de asemenea, vicecampion al Universiadei în 1977 și 1981.

## Distincții
- Medalia „Meritul Sportiv” clasa I (18 august 1976) „pentru rezultatele deosebite obținute la Jocurile olimpice de vară de la Montreal – 1976, precum și pentru contribuția adusă la dezvoltarea activității sportive și la creșterea prestigiului sportului românesc pe plan internațional”[6]